# Olmedilla de Arcas
Olmedilla de Arcas es una localidad española, hoy día despoblada, ubicada en el término municipal de Valdetórtola, perteneciente a la provincia de Cuenca, en la comunidad autónoma de Castilla-La Mancha.

## Historia
A mediados del siglo XIX, el lugar, por entonces con ayuntamiento propio, tenía contabilizada una población de 40 habitantes. La localidad aparece descrita en el decimosegundo volumen del Diccionario geográfico-estadístico-histórico de España y sus posesiones de Ultramar de Pascual Madoz de la siguiente manera:

OLMEDILLA DE ARCAS: ald. con ayunt. en la prov., dióc. y part. jud. de Cuenca (1 1/2 leg.), aud. terr. de Albacete (19), c. g. de Castilla la Nueva (Madrid 24). sit. en una pequeña eminencia en el centro de una llanura en la que hay praderas y algunas lagunas; su clima es algo frio, pero sano, no obstante la humedad del terreno. Consta de 12 casas de pobre construccion; para surtido del vecindario hay varios manantiales de escelentes aguas á las inmediaciones del pueblo: la igl. parr. bajo la advocacion de Sto. Domingo de Guzman es aneja de la de Arcas. El térm. confina por N. Arcas; E. Villar del Saz de Arcas; S. Tórtola, y O. Vallesteros: su terreno es llano en su mayor parte y de mediana calidad; al S. de la pob. se halla un monte del que se surten de leña, cuya estension será de 1/4 de leg. de circunferencia: la parte de tierra puesta en cultivo será de 1,000 fan., de las cuales se riegan algunas por un pequeño arroyo, que cruzando su térm. en dirección O., se incorpora á otro cuyas aguas dan impulso á 3 molinos harineros, y riegan otra porcion de tierras: los caminos son de pueblo á pueblo, y la carretera que desde la Mancha, Murcia y Andalucía conduce á Cuenca pasa por la pobl.; el estado de unos y otros es regular: la correspondencia se recibe desde Cuenca á donde van los interesados. prod.: trigo comun, cebada, centeno, escaña y avena; la cantidad que se calcula un año con otro es de 2,000 fan. de todos granos: se cria algun ganado lanar y vacuno, caza de liebres, perdices y conejos. ind.: la agrícola y ganaderia, y un molino harinero. comercio: la esportacion de granos sobrantes al mercado de Valverde, y la importacion de algun vino y aceite. pobl.: 10 vec., 40 alm. cap. prod.: 156,340 rs. imp.: 7,817 el presupuesto municipal, que asciende á muy pequeña cantidad se cubre por reparto entre los vecinos.
(Madoz, 1849, p. 250)

La localidad, ubicada en el municipio de Valdetórtola, es hoy día un despoblado.